# It Happened in Honolulu
It Happened in Honolulu  è un film muto del 1916 scritto e diretto da Lynn Reynolds.

## Trama
Mabel Wyland vuole sposare Larry Crane, un commerciante di pesce, ma sua madre ha dei progetti più ambiziosi per lei. Ha deciso, infatti, che la figlia dovrà sposare Lord Percy, un ricco inglese. La signora Wyland passa così il tempo a organizzare un sontuoso matrimonio hawaiiano mentre Larry cerca invece di salvare l'innamorata dalle nozze che si svolgeranno a Honolulu. Il giovane, accusato di aver sottratto dei fondi dall'ufficio di suo padre, viene arrestato ma riesce comunque a presentarsi alla cerimonia di nozze. Approfittando del fatto che la signora Wyland si appisola, lui prende il posto di Percy e sposa così Mabel. Anche l'accusa di furto decade dopo che giunge un telegramma di suo padre che chiarisce la sua posizione.

## Produzione
Il film fu prodotto dall'Universal Film Manufacturing Company (come Red Feather Photoplays).

## Distribuzione
Distribuito dall'Universal Film Manufacturing Company (Red Feather Photoplays), il film uscì nelle sale cinematografiche USA il 26 giugno 1916.
Non si conoscono copie ancora esistenti della pellicola che viene considerata presumibilmente perduta.